# کاترین اورتیز
کاترین اورتیز (انگلیسی: Katherine Ortiz؛ زادهٔ ۱۶ فوریهٔ ۱۹۹۱) بازیکن فوتبال اهل اکوادور است.
وی همچنین در تیم ملی فوتبال زنان اکوادور بازی کرده‌است.